# صحراي زرهة
صحراي زرهة هي قرية في مقاطعة شهرضا، إيران. يقدر عدد سكانها بـ 0 نسمة بحسب إحصاء 2016.